# (101429) 1998 VF31
(101429) 1998 VF31, também escrito como (101429) 1998 VF31, é um asteroide troiano de Marte que orbita há 60º por trás de Marte, no ponto lagrangiano L5  desse planeta.
Estudos espectrais efetuados em 2007 revelam similaridades com o asteroide 5261 Eureka, primeiro dos troianos de Marte descobertos, ao que lhe seguiram (121514) 1999 UJ7 e 2007 NS2 no ponto lagrangiano L4, 60º por adiante de Marte, incluindo uma grande proporção de metal e acondrita, bem como similares indícios de erosão espacial no regolito em sua superfície, pelo que, tendo em conta a extrema estabilidade de suas órbitas (que teriam assim mantido durante a maior parte da história do Sistema Solar), é possível que ambos sejam asteroides primordiais de Marte.